# Chaydaia
Chaydaia é um género botânico pertencente à família Rhamnaceae, sendo originário do Caribe.[carece de fontes?]

## Taxonomia
Chaydaia foi descrito por Charles-Joseph Marie Pitard-Briau e publicado em Flore Générale de l'Indo-Chine 1: 925, no ano de 1912.

## Espécies
- Chaydaia rubrinervis (H.Lév.) C.Y.Wu[3]
- Chaydaia tonkinensis Pit.

## Sinónimos
- Rhamnella[4]